# Petlery
Petlery (německy Bettlern) jsou malá vesnice a část obce Domašín v okrese Chomutov. Nachází se asi dva kilometry jižně od Domašína. Petlery jsou také název katastrálního území o rozloze 4,61 km².

## Název
Podle Antonína Profouse název popisuje chudobu původní vesnice, protože výraz zu Bettlern znamená U Žebráků. V průběhu dějin je vesnice uváděna například pod názvy Petlary (1431), in Petlarzich (1449), w Petlery (1542), Petlern (1543), Petlery (1545), Botlern (1559), Pettlern (1787) nebo Bettlern (1846).

## Historie

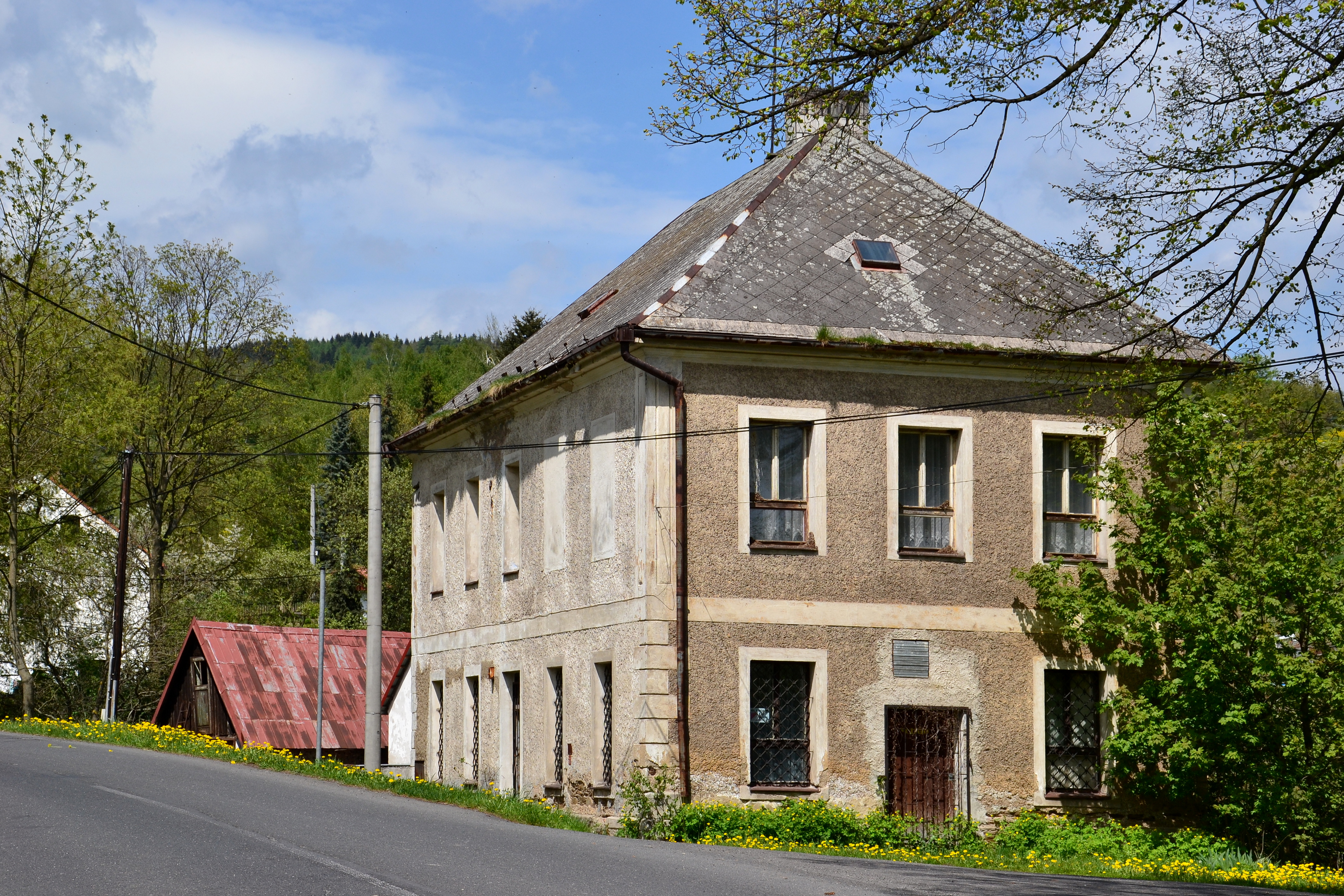
Bývalá škola a pozdější hostinec

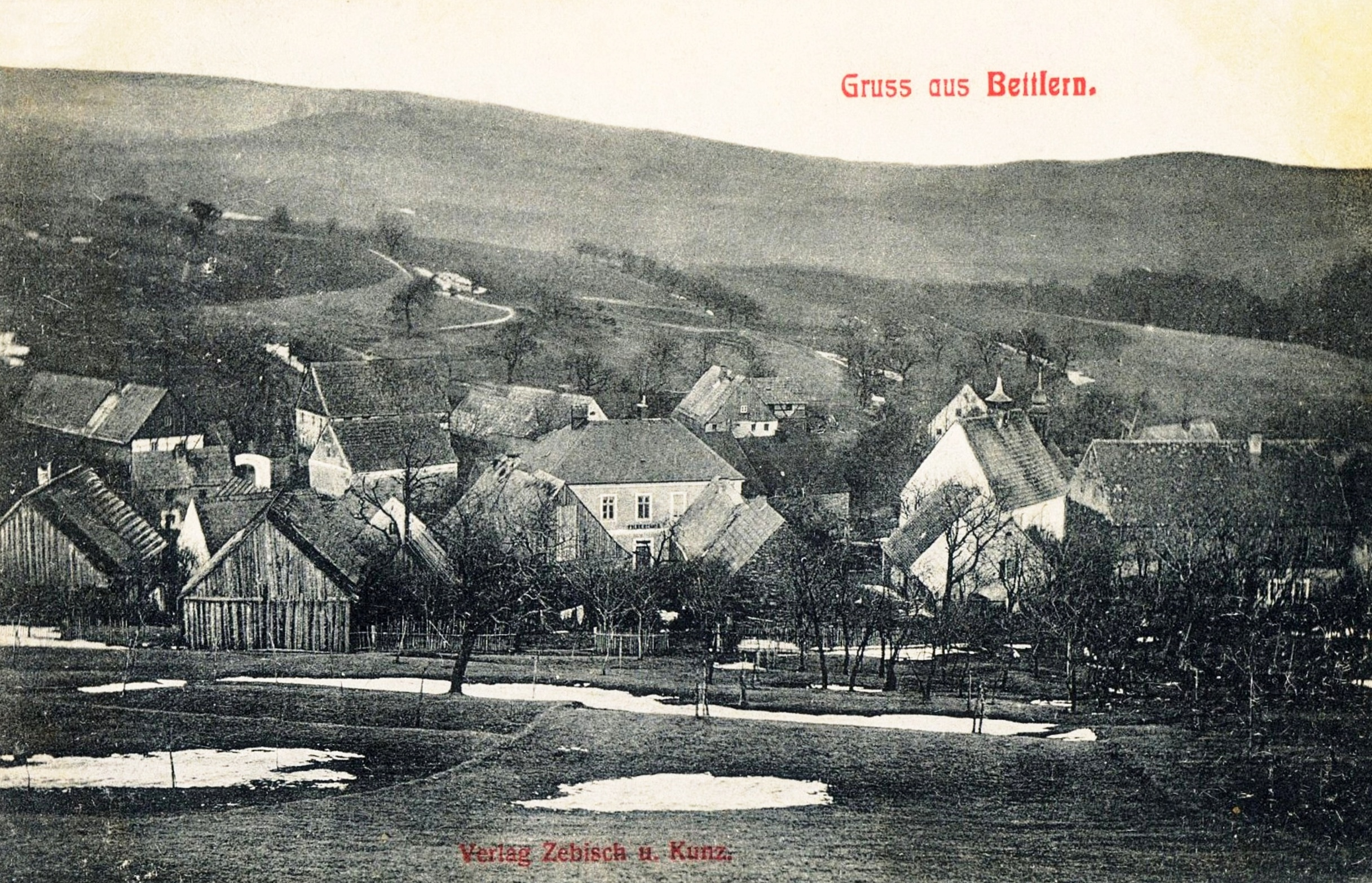
Petlery na dobové pohlednici

První písemná zmínka o Petlerech pochází z roku 1431, kdy vesnice patřila k panství hradu Perštejn. Zmínka se vztahuje k dělení majetku mezi bratry Aleše a Viléma ze Šumburka. V roce 1481 se jako majitelé uvádějí bratři Kryštof a Felix z Fictumu. Kryštof věnoval své ženě Anně z Varnsdorfu platy ve výši 400 kop grošů z Klášterce a dalších vesnic, mezi které patřily také Petlery. Po Kryštofově smrti vesnici v roce 1486 zdědil jeho bratr Felix.
V 16. století v Petlerech zcela převládli protestanti. Protestantské kazatele na panství přivedl v roce 1576 majitel panství Lev z Fictumu. Když v roce 1577 zemřel, přešel majetek na jeho syny Volfa, Dětřicha, Kryštofa a Bohuslava Felixe. Petlery připadly pravděpodobně Kryštofovi, který s manželkou Voršilou, rozenou Šlikovou, bydlel v Klášterci nad Ohří. Jako jeden z direktorů se však zúčastnil stavovského povstání, za což byl v roce 1620 odsouzen ke ztrátě veškerého majetku. Klášterecké panství, ke kterému Petlery patřily, koupil roku 1623 Kryštof Šimon Thun, v jehož rodině panství zůstalo až do roku 1945. Po třicetileté válce ve vesnici podle berní ruly z roku 1654 žilo devět sedláků, dvanáct chalupníků a čtyři nemajetné rodiny závislé na obci. Dohromady měli 21 koňských potahů, 31 krav, 44 jalovic, dvě ovce a 27 koz. Kromě práce v zemědělství se místní živili poskytováním služeb formanům, kteří jezdili z Klášterce přes Dolinu a Přísečnici do Saska. Ve vesnici byl také jeden šenk.
Ke konci 19. století zde fungovala dvoutřídní škola. Nekvalitní cesty byly nahrazeny silnicemi počátkem 20. století. Nejdříve byla postavena silnice do Domašína a v roce 1910 do Měděnce. Přestože počet obyvatel začal klesat už v první polovině 20. století, v roce 1930 byly v Petlerech tři hostince, dva obchody, trafika a kampelička Spořitelní a záložní spolek Petlery, Podmilesy, Domašín a Venkov. Živnosti provozovali také dva ševci, kovář a kolář.

## Přírodní poměry
Asi jeden kilometr severozápadně od vesnice se na ploše 50 × 50 metrů nachází až osm metrů vysoké skalní útvary. Tvoří je středně až hrubě zrnitá biotitická okatá ortorula. Ve střední části ortorula přechází do metagranitu s živcovými oky s velikostí deset až patnáct milimetrů a ve spodní části se metagranit mění na plástevnatou ortorulu. Puklinami ortorul místy pronikají decimetrové žíly mléčně bílého křemene.

## Obyvatelstvo
Při sčítání lidu v roce 1921 zde žilo 307 obyvatel (z toho 143 mužů) německé národnosti, kteří byli římskými katolíky. Podle sčítání lidu z roku 1930 měla vesnice 280 obyvatel se stejnou národností a náboženskou strukturou.
|                                                                       | 1869 | 1880 | 1890 | 1900 | 1910 | 1921 | 1930 | 1950 | 1961 | 1970 | 1980 | 1991 | 2001 | 2011 | 2021 |
| --------------------------------------------------------------------- | ---- | ---- | ---- | ---- | ---- | ---- | ---- | ---- | ---- | ---- | ---- | ---- | ---- | ---- | ---- |
| Obyvatelé                                                             | 305  | 355  | 309  | 316  | 320  | 307  | 280  | 75   | 111  | 99   | 96   | 64   | 72   | 96   | 98   |
| Domy                                                                  | 49   | 55   | 55   | 57   | 56   | 56   | 57   | 62   | —    | 23   | 24   | 28   | 30   | 30   | 31   |
| Počet domů z roku 1961 je zahrnut v celkovém počtu domů obce Domašín. |      |      |      |      |      |      |      |      |      |      |      |      |      |      |      |

## Obecní správa
Od roku 1850 byla vesnice samostatnou obcí v okrese Přísečnice. V roce 1943 byl zrušen přísečnický okres a Petlery byly přeřazeny do okresu Kadaň. Po skončení druhé světové války patřily v období 1945–1949 do okresu Vejprty a poté znovu ke Kadani. Od 1. července 1960 se staly místní částí Domašína.

## Pamětihodnosti
- Kostel svatého Josefa – zbořen asi 4. dubna 1960[12]